# NGC 4955
NGC 4955 је елиптична галаксија у сазвежђу Хидра која се налази на NGC листи објеката дубоког неба.
Деклинација објекта је - 29° 45' 16" а ректасцензија 13h 6m 4,8s. Привидна величина (магнитуда) објекта NGC 4955 износи 12,1 а фотографска магнитуда 13,1. Налази се на удаљености од 31,053 милиона парсека од Сунца. NGC 4955 је још познат и под ознакама ESO 443-62, MCG -5-31-34, AM 1303-292, PGC 45340.